# Justine Paris
Justine Paris, egentligen Bienfait, född 1705, död 1774, var en fransk kurtisan och bordellvärd. Hon var en av de mest kända inom sitt yrke i sin samtids Paris. Hennes bordell beskrivs i Casanovas memoarer, och hon har föreslagits stå modell för huvudpersonen i Markis de Sades Juliette. 
Justine Paris uppges ha haft en internationell karriär som lyxprostituerad innan hon blev bordellvärd. Hon höll en populär bordell på Rue de Bagneux och öppnade 1750 den berömda bordellen Hotel du Roule. Hon sålde sedan Hotel du Roule till en Madame Carlier. Hon led periodvis av syfilis. Under en sjukhusvistelse mötte hon Marguerite Gourdan, med vilken hon 1774 öppnade en berömd bordell som blev känd som Gourdans bordell. Själv avled hon dock senare samma år i syfilis.